# Chuyện nghề của Thủy
Chuyện nghề của Thủy là một cuốn tự truyện của đạo diễn Trần Văn Thủy và Lê Thanh Dũng, xuất bản lần đầu năm 2013 bởi Nhà xuất bản Hội nhà văn và Công ty sách Phương Nam. Tại thời điểm ra mắt, tác phẩm đã trở thành cuốn sách bán chạy cũng như nhận về nhiều phản hồi tích cực từ độc giả. Bản chuyển ngữ tiếng Anh của sách ra mắt tại Mỹ vào năm 2016.

## Nội dung
Cuốn sách gồm 29 chương, là lời thuật lại của Trần Văn Thủy về quãng đời làm phim của ông, từ ấn tượng ban đầu với phim ảnh thuở nhỏ đến những ngày hoạt động gian khó trong chiến tranh để làm phim tài liệu; những khó khăn, ngăn trở bởi chính quyền trong quá trình làm hai bộ phim tài liệu nổi tiếng Hà Nội trong mắt ai – Chuyện tử tế cùng những dự án phim ảnh quốc tế của ông; các buổi hội thảo lớn về tác phẩm của đạo diễn và sự công nhận dành cho Trần Văn Thủy. Một số chương còn lại được viết bởi Lê Thanh Dũng – người ghi chép câu chuyện của Trần Văn Thủy thành sách – tâm sự về cuộc đời bạn mình. Một số chương của cuốn Nếu đi hết biển cũng được đưa vào sách.

## Phát triển
Từ tháng 9 năm 2011 đến tháng 2 năm 2012, hai học giả người Mỹ Michael Ronov và Dean Wilson đã sang Việt Nam để phỏng vấn Trần Văn Thủy trong nửa năm rồi viết thành một luận văn dài với tựa đề "Tran Van Thuy's Story of Kindness: Spirituality and Political Discourse". Sau khi được bạn thân là Tiến sĩ khoa học Lê Thanh Dũng gợi ý viết một cuốn tự truyện về mình, Trần Văn Thủy đã tận dụng các cuộn băng ghi âm từ cuộc phỏng vấn trước đó để tập hợp thông tin lại thành nội dung hoàn chỉnh, cùng với Lê Thanh Dũng suốt 10 tháng.
Ngoài những điều đã kể với hai nhà nghiên cứu, một số thông tin chưa nêu cũng được bổ sung vào sách. Trần Văn Thủy kể lại cho Lê Thanh Dũng để bạn tự viết theo cảm nhận cá nhân, nhưng đa phần vẫn là đạo diễn tự chấp bút vì là "người trong cuộc". Bên cạnh vai trò sắp xếp nội dung và đảm trách một số chương truyện, Lê Thanh Dũng cũng đánh máy những trang viết chữ của Trần Văn Thủy lên máy tính. Theo lời của Trần Văn Thủy, ông viết cuốn sách này như một sự "tri ân những bậc cao niên, đồng nghiệp, khán giả, bằng hữu trong và ngoài nước – những người đã tin cậy, nâng đỡ và khích lệ tôi trong suốt cuộc đời làm nghề".

## Xuất bản
Bản thảo đầu tiên của sách rất dài, sau đó Trần Văn Thủy đã cân nhắc loại bỏ 50% nội dung ban đầu, như những đoạn nói về ký ức với tướng Trần Độ, để người đọc dễ tiếp cận hơn. Bản thảo cuối cùng dừng lại ở con số 474 trang. Trần Văn Thủy và Lê Thanh Dũng cùng nhau bàn việc đặt tiêu đề cho cuốn tự truyện, sau cùng thống nhất chọn tên Chuyện nghề của Thủy. Trong quá trình in ấn sách, Trần Văn Thủy được Công ty sách Phương Nam hỗ trợ rất nhiều ở phương diện xuất bản và quảng bá sách. Dù lo sợ tác phẩm sẽ không được phép xuất bản và có thể bị cắt gọt, nhưng đến cuối cùng bản thảo của ông vẫn được giữ nguyên từ đầu đến cuối.
Cuốn sách đã chính thức phát hành vào ngày 20 tháng 5 năm 2013. Cái tên Lê Thanh Dũng ở mục tác giả được đặt lên trên Trần Văn Thủy, theo đạo diễn là vì nếu "không có anh Lê Thanh Dũng thì không có cuốn sách này".
Nhiều buổi giới thiệu Chuyện nghề của Thủy đã được lên kế hoạch tổ chức trên khắp Việt Nam, đi qua lần lượt 5 tỉnh, thành phố lớn lần lượt gồm Thành phố Hồ Chí Minh, Nha Trang, Đà Nẵng, Huế, Hà Nội. Các buổi ra mắt diễn ra trong tháng 6 và thu hút rất đông khán giả – chủ yếu là những người lớn tuổi – có mặt để bày tỏ sự ủng hộ đối với Trần Văn Thủy. Một số chương trong truyện cũng được trích đăng lên báo Tuổi Trẻ.

## Tiếp nhận
Tạp chí Người đô thị, nhận xét về cuốn sách
Cuốn sách đã nhận về nhiều phản hồi tích cực từ người đọc lẫn giới phê bình chuyên môn. Tác phẩm ngay khi ra đời đã lập tức trở thành quyển sách bán chạy, tuy chỉ mới in 1000 bản đầu tiên và trước đó nhà phát hành có tính đến nguy cơ bị lỗ. Cuốn sách được ghi nhận "để lại dấu ấn" trong người đọc và vẫn được tái bản đều đặn tới công chúng, tính đến năm 2015 đã lập kỷ lục tái bản tổng cộng 7 lần. Nhà văn Võ Thị Hảo nhìn nhận sự thành công của cuốn sách cho thấy "độc giả vẫn khao khát sự thật, và rõ ràng, sự tử tế vẫn đánh thức được lương tri".
Theo tờ Phụ nữ thủ đô, sức hấp dẫn lớn nhất của cuốn tự truyện mà hiếm có tác phẩm cùng thể loại nào đạt được là nhờ kết cấu của truyện cũng như những câu chuyện ít biết trong sự nghiệp làm phim của Trần Văn Thủy. Báo Sài Gòn Giải Phóng chỉ ra rằng phản ứng của tác giả và sự chiêm nghiệm về khó khăn là các yếu tố góp phần tạo nên sức hút cho tự truyện.
Trong năm 2013, Chuyện nghề của Thủy đã được trao giải "Phát hiện mới" tại giải Sách hay tổ chức bởi Viện Giáo Dục IRED. Sách sau đó được mua bản quyền chuyển ngữ sang tiếng Anh. Giáo sư, cựu chiến binh người Mỹ Eric Henry cùng nhà nghiên cứu Nguyễn Quang Dy đã biên dịch sách và Wayne Karlin đặt tên là In Whose Eyes. Sách do Đại học Massachusetts xuất bản năm 2016. Theo thời báo Nikkei Asia, đây là cuốn tự truyện đầu tiên của một đạo diễn Việt Nam xuất bản ở tiếng Anh. Đến năm 2023, sách đã được tái phát hành bởi Phanbook, đúng 10 năm sau lần đầu ra đời.

## In lậu
Vào tháng 8 năm 2013, nhiều báo chí đưa tin Chuyện nghề của Thủy bị in lậu và tuồn ra bán với số lượng lớn trên thị trường. Những cuốn sách có chất lượng giấy kém; hình ảnh nát, nhòe; đóng sách sơ sài đã được trưng bày cả trong phố sách Đinh Lễ, Hoàn Kiếm với giá 100.000 đồng một cuốn. Việc nhiều sách giả được bày bán đã khiến bản sách thật không tiêu thụ được và làm Công ty Phương Nam thiệt hại lên tới hàng trăm triệu đồng. Phía Phương Nam sau đó đã gửi văn bản cho các cơ quan chức năng để điều tra và xác minh những cá nhân, tổ chức đứng sau vụ việc.

## Giải thưởng
| Năm  | Giải thưởng        | Hạng mục      | Đề cử                | Kết quả   | Tham khảo            |
| ---- | ------------------ | ------------- | -------------------- | --------- | -------------------- |
| 2013 | Giải Sách hay 2013 | Phát hiện mới | Chuyện nghề của Thủy | Đoạt giải | [ 24 ] [ 25 ] [ 36 ] |